# 留女之女郎
留女之女郎（るめのいらつめ、生没年不詳）は、大伴旅人の娘。母は丹比郎女。大伴家持の同母妹。「りゅうじょのいらつめ」、「とどまれるむすめのいらつめ」と読む説もある。
天平勝宝2年（750年)以前に、藤原南家の二郎（藤原継縄）に嫁いだ。継縄の子藤原真葛の母と考えられている。
万葉集に1首ある 。